# Прыжки с трамплина на зимних Олимпийских играх 1928
Соревнования по прыжкам с трамплина на зимних Олимпийских играх 1928 года прошли 18 февраля на Олимпиашанце.

## Общий медальный зачёт
| Место | Страна       | Золото | Серебро | Бронза | Всего |
| ----- | ------------ | ------ | ------- | ------ | ----- |
| 1     | Норвегия     | 1      | 1       | 0      | 2     |
| 2     | Чехословакия | 0      | 0       | 1      | 1     |
| Всего | Всего        | 1      | 1       | 1      | 3     |

## Медалисты
| Вид  | Золото                 | Серебро               | Бронза                       |
| ---- | ---------------------- | --------------------- | ---------------------------- |
| К-66 | Альф Андерсен Норвегия | Сигмунд Рууд Норвегия | Рудольф Буркерт Чехословакия |